# Roque Nido
Roque Antonio Nido Álvarez (8 dicembre 1999) è un pallavolista portoricano, palleggiatore dei Changos de Naranjito.

## Carriera

### Club
La carriera di Roque Nido inizia nei tornei scolastici portoricani, giocando con la Guamani PS. Trasferitosi negli Stati Uniti d'America per motivi accademici, partecipa alla lega universitaria NCAA Division I con lo NJIT, dove gioca dal 2019 al 2023.
Rientrato in patria, inizia la carriera da professionista disputando la Liga de Voleibol Superior Masculino 2023 coi Changos de Naranjito.

### Nazionale
Fa parte delle selezioni giovanili portoricane, partecipando con l'Under-21 alla Coppa panamericana 2017 e al campionato mondiale 2019; con l'Under-23, invece, è di scena alla Coppa panamericana 2021, dove conquista la medaglia d'argento, e ai I Giochi panamericani giovanili.
Nel 2019 debutta in nazionale maggiore in occasione della Coppa panamericana e due anni più tardi conquista la medaglia d'oro al campionato nordamericano 2021. 

## Palmarès

### Nazionale (competizioni minori)
- Coppa panamericana Under-23 2021